# Campeonato de Segunda División 1908 (Argentina)
El Campeonato de Segunda División 1908 fue el décimo de la llamada era amateur de la Segunda División.
El certamen se desarrolló entre el 3 de mayo y el 6 de diciembre, en dos ruedas de todos contra todos. Los primeros de cada zona jugaban semifinales y final. Consagró campeón al Club Atlético River Plate por primera vez. La final entre el Darsenero y Racing Club debió disputarse dos veces, debido a que en la primera hubo disturbios tras la victoria parcial 2-1 del conjunto de La Boca.
Al empatar transitoriamente 1-1, se decide jugar tiempo extra a muerte súbita, es decir, hasta que un equipo marque el gol definitivo del partido. Tras el gol anotado por Elías Fernández, al minuto 108, la fanaticada de River Plate ingresa al campo de juego para celebrar el ascenso con sus jugadores y dar "la vuelta olímpica"; sin embargo el referee del encuentro aun no había pitado el final del partido. Al ver esta situación, los jugadores de Racing Club agreden verbalmente a los fanáticos, y en un santiamén, las agresiones evolucionan a grescas físicas entre jugadores, hinchas, y personal de Policía. El partido queda oficialmente "anulado", sin un claro panorama de definición.
A la semana de los hechos, el capitán de River Plate, Arturo Chiape, escribe una carta que es publicada en el Diario La Nación, en donde se lamenta por los hechos sucedidos y aboga e insta por un futbol en donde reine la paz, y por sobre todo, el compañerismo. También, invita a sus pares de Racing Club, y a dirigentes del Futbol Argentino, a reanudar la definición. Es así que, en una muestra de solidaridad y compañerismo, se decide retomar la definición, sin tomar en cuenta el resultado previo, con el mismo árbitro impartiendo justicia, y en el mismo estadio. Se debe tener en cuenta, que el futbol de aquella época recién estaba asentándose como un fenómeno popular de masas, y el pedido de disculpas por parte de las instituciones fue visto por la sociedad como un verdadero "pacto de caballeros".
El segundo partido fue totalmente distinto, al vencer River con un contundente 7-0. Los jugadores riverplatenses fueron muy superiores desde el inicio de encuentro, dominando las acciones del partido, y anotando tres goles al finalizar el primer tiempo. 
En el vestuario, los jugadores de Racing molestos entre sí por el resultado adverso, se envuelven en discusiones y golpes de puño. Es así que, el arquero Alfredo Lamour sufre lesiones en el rostro, y se rehúsa a seguir disputando el encuentro, acusando a sus defensores por el accionar y el mal juego. Ohaco, capitán del equipo de Avellaneda, decide reemplazarlo y sale a jugar los últimos 45 minutos como arquero (en aquellos tiempos aun no existían los cambios, motivo por el cual Racing termina jugando con 10 jugadores). River aprovecha la situación, y anota cuatro goles más, celebrando esta vez, el tan ansiado ascenso.
Por sus buenos partidos durante el campeonato, el joven Elías Fernández es citado por la Selección Argentina de Fútbol para disputar el clásico amistoso contra su par uruguayo. Así, se convirtió en el primer jugador de River Plate, en ser citado por una selección nacional.

## Ascensos y descensos
| Pos | Ascendidos a la Primera División 1908 |
| --- | ------------------------------------- |
| 1.º | Nacional                              |

| Pos  | Descendidos de la Primera División 1907 |
| ---- | --------------------------------------- |
| 11.º | Barracas                                |

### Incorporados y relegados
| Incorporados de la Tercera División 1907 |
| ---------------------------------------- |
| Atlanta                                  |
| Estudiantil Porteño (II)                 |
| River Plate (II)                         |
| Royal                                    |
| San Fernando                             |
| Southern Rangers                         |

| Afiliados                |
| ------------------------ |
| Bernal                   |
| Boca Juniors             |
| Continental (II)         |
| Estudiantes de La Plata  |
| Instituto Americano      |
| Instituto Americano (II) |
| Pretender                |
| Royal (II)               |
| Olivos                   |

| Incorporados a la Tercera División 1908 |
| --------------------------------------- |
| Banfield                                |
| Independiente                           |

| Desafiliados  |
| ------------- |
| Porteño (III) |
| Flores        |
| Flores (II)   |
| Lanús United  |
| Victoria      |
| Victoria (II) |

El número de equipos aumentó a 36.

## Equipos participantes
| Equipo                   | Ciudad          |
| ------------------------ | --------------- |
| Alumni II                | Buenos Aires    |
| Argentino de Quilmes II  | Quilmes         |
| Atlanta                  | Buenos Aires    |
| Belgrano Athletic I      | Buenos Aires    |
| Belgrano Athletic III    | Buenos Aires    |
| Bernal                   | Bernal          |
| Boca Juniors             | Buenos Aires    |
| Continental              | Buenos Aires    |
| Continental II           | Buenos Aires    |
| Comercio                 | Buenos Aires    |
| Estudiantes II           | Buenos Aires    |
| Estudiantes de La Plata  | La Plata        |
| Estudiantil Porteño      | Buenos Aires    |
| Estudiantil Porteño II   | Buenos Aires    |
| Ferro Carril Oeste       | Buenos Aires    |
| Gimnasia y Esgrima       | Buenos Aires    |
| General Urquiza          | Buenos Aires    |
| Instituto Americano      | Adrogué         |
| Instituto Americano II   | Adrogué         |
| La Plata Jockey          | La Plata        |
| Lomas Athletic II        | Lomas de Zamora |
| Nacional II              | Buenos Aires    |
| Olivos                   | Olivos          |
| Porteño II               | Buenos Aires    |
| Pretender                | Buenos Aires    |
| Quilmes II               | Quilmes         |
| Racing Club              | Avellaneda      |
| Royal                    | Quilmes         |
| Royal II                 | Quilmes         |
| River Plate              | Buenos Aires    |
| River Plate II           | Buenos Aires    |
| San Fernando             | San Fernando    |
| San Isidro II            | San Isidro      |
| San Martín Athletic II   | San Martín      |
| Southern Rangers         | Temperley       |
| Sportivo Villa Ballester | Villa Ballester |

### Distribución geográfica de los equipos

#### Equipos "1"
| Región                 | Cant. | Equipos |
| ---------------------- | ----- | --- |
| Ciudad de Buenos Aires | 10    | Atlanta, Boca Juniors, Continental, Comercio, Estudiantil Porteño, Ferro Carril Oeste, General Urquiza, Gimnasia y Esgrima, Pretender y River Plate |
| Conurbano bonaerense   | 8     | Bernal, Instituto Americano, Olivos, Racing Club, Royal, San Fernando, Southern Rangers y Sportivo Villa Ballester                                  |
| Ciudad de La Plata     | 2     | Estudiantes y La Plata Jockey |

#### Equipos "2"
| Región                 | Cant. | Equipos                                        |
| ---------------------- | ----- | ---------------------------------------------- |
| Ciudad de Buenos Aires | 3     | Continental, Estudiantil Porteño y River Plate |
| Conurbano bonaerense   | 2     | Instituto Americano y Royal                    |

#### Equipos II
| Región                 | Cant. | Equipos                                                                               |
| ---------------------- | ----- | ------------------------------------------------------------------------------------- |
| Ciudad de Buenos Aires | 6     | Alumni, Belgrano Athletic "A", Belgrano Athletic "B", Estudiantes, Nacional y Porteño |
| Conurbano bonaerense   | 5     | Argentino de Quilmes, Lomas Athletic, Quilmes, San Isidro y San Martín Athletic       |

## Sección A

### Tabla de posiciones final
| Pos. | Equipo                   | Pts. | PJ | PG | PE | PP | GF | GC | Dif. |
| ---- | ------------------------ | ---- | -- | -- | -- | -- | -- | -- | ---- |
| 1.º  | Racing Club              | 27   | 16 | 12 | 3  | 1  | 31 | 11 | 20   |
| 2.º  | Estudiantil Porteño      | 5    | 5  | 2  | 1  | 2  | 3  | 4  | −1   |
| 3.º  | Quilmes AC II            | 7    | 4  | 3  | 1  | 0  | 0  | 0  | 0    |
| 4.º  | Olivos                   | 4    | 4  | 2  | 0  | 2  | 0  | 0  | 0    |
| 5.º  | San Fernando             | 4    | 4  | 2  | 0  | 2  | 0  | 3  | −3   |
| 6.º  | Estudiantes de La Plata  | 5    | 4  | 2  | 1  | 1  | 2  | 8  | −6   |
| 7.º  | Pretender                | 4    | 4  | 2  | 0  | 2  | 1  | 11 | −10  |
| 8.º  | San Martín Athletic (II) | 4    | 4  | 2  | 0  | 2  | 0  | 3  | −3   |
| 9.º  | Nacional (II)            | 0    | 16 | 0  | 0  | 16 | 0  | 0  | 0    |

## Sección B

### Tabla de posiciones final
| Pos. | Equipo                   | Pts. | PJ | PG | PE | PP | GF | GC | Dif. |
| ---- | ------------------------ | ---- | -- | -- | -- | -- | -- | -- | ---- |
| 1.º  | River Plate              | 29   | 16 | 14 | 1  | 1  | 63 | 10 | 53   |
| 2.º  | Porteño (II)             | 2    | 2  | 1  | 0  | 1  | 3  | 3  | 0    |
| 3.º  | Atlanta                  | 1    | 2  | 0  | 1  | 1  | 3  | 7  | −4   |
| 4.º  | Southern Rangers         | 0    | 2  | 0  | 0  | 2  | 2  | 3  | −1   |
| 5.º  | Estudiantes (II)         | 0    | 2  | 0  | 0  | 2  | 0  | 4  | −4   |
| 6.º  | Instituto Americano (II) | 0    | 2  | 0  | 0  | 2  | 0  | 6  | −6   |
| 7.º  | Estudiantil Porteño (II) | 0    | 2  | 0  | 0  | 2  | 0  | 9  | −9   |
| 8.º  | Continental              | 0    | 2  | 0  | 0  | 2  | 2  | 16 | −14  |
| 9.º  | Lomas (II)               | 0    | 2  | 0  | 0  | 2  | 0  | 15 | −15  |

## Sección C
| Pos. | Equipo                 | Pts. | PJ | PG | PE | PP | GF | GC | Dif. |
| ---- | ---------------------- | ---- | -- | -- | -- | -- | -- | -- | ---- |
| 1.º  | Boca Juniors           | 29   | 16 | 13 | 3  | 0  | 34 | 10 | 24   |
| 2.º  | La Plata JC            | 23   | 16 | 10 | 3  | 3  | 25 | 14 | 11   |
| 3.º  | Continental (II)       | 18   | 16 | 8  | 2  | 6  | 15 | 9  | 6    |
| 4.º  | Villa Ballester        | 18   | 14 | 8  | 2  | 4  | 31 | 17 | 14   |
| 5.º  | Gimnasia y Esgrima     | 17   | 13 | 8  | 1  | 4  | 30 | 11 | 19   |
| 6.º  | San Isidro (II)        | 13   | 12 | 6  | 1  | 5  | 24 | 16 | 8    |
| 7.º  | Belgrano Athletic (II) | 10   | 13 | 5  | 0  | 8  | 10 | 25 | −15  |
| 8.º  | Bernal                 | 4    | 16 | 2  | 0  | 14 | 8  | 65 | −57  |
| 9.º  | Royal                  | 0    | 16 | 0  | 0  | 16 | 0  | 11 | −11  |

## Sección D
| Pos. | Equipo                    | Pts. | PJ | PG | PE | PP | GF | GC | Dif. |
| ---- | ------------------------- | ---- | -- | -- | -- | -- | -- | -- | ---- |
| 1.º  | Ferro Carril Oeste        | 32   | 16 | 16 | 0  | 0  | 23 | 8  | 15   |
| 2.º  | Belgrano Athletic (III)   | 24   | 16 | 10 | 4  | 2  | 32 | 22 | 10   |
| 3.º  | Instituto Americano       | 14   | 13 | 6  | 2  | 5  | 21 | 11 | 10   |
| 4.º  | Argentino de Quilmes (II) | 13   | 16 | 6  | 1  | 9  | 17 | 24 | −7   |
| 5.º  | Comercio                  | 13   | 16 | 5  | 3  | 8  | 11 | 34 | −23  |
| 6.º  | Alumni (II)               | 12   | 13 | 6  | 0  | 7  | 23 | 8  | 15   |
| 7.º  | Royal (II)                | 14   | 15 | 6  | 2  | 7  | 19 | 41 | −22  |
| 8.º  | General Urquiza           | 8    | 16 | 4  | 0  | 12 | 21 | 22 | −1   |
| 9.º  | River Plate (II)          | 4    | 15 | 1  | 2  | 12 | 9  | 39 | −30  |

- se desconoce los resultados final de los partidos.

## Fase final
|  | Semifinales        | Semifinales        | Semifinales |             |             | Final       | Final | Final | Final |  |
|  |                    |                    |             |             |             |             |       |       |       |  |
|  |                    |                    |             |             |             |             |       |       |       |  |
|  | River Plate        | River Plate        | 5           |             |             |             |       |       |       |  |
|  | River Plate        | River Plate        | 5           |             |             |             |       |       |       |  |
|  | Ferro Carril Oeste | Ferro Carril Oeste | 1           |             |             |             |       |       |       |  |
|  | Ferro Carril Oeste | Ferro Carril Oeste | 1           |             | River Plate | River Plate | 2     | 7     |       |  |
|  |                    |                    |             |             | River Plate | River Plate | 2     | 7     |       |  |
|  |                    |                    | Racing Club | Racing Club | 1           | 0           |       |       |       |  |
|  | Racing Club        | Racing Club        | Racing Club | Racing Club | 1           | 0           | 1     |       |       |  |
|  | Racing Club        | Racing Club        |             |             |             |             | 1     |       |       |  |
|  | Boca Juniors       | Boca Juniors       | 0           |             |             |             |       |       |       |  |
|  | Boca Juniors       | Boca Juniors       | 0           |             |             |             |       |       |       |  |
|  |                    |                    |             |             |             |             |       |       |       |  |

### Semifinales
| 8 de noviembre | River Plate                                       | 5:1 | Ferro Carril Oeste | Racing Club, Avellaneda       |                               |
|                | A. García 30' 87' · E. Fernández 70' · A. Chiappe |     | Scala 83'          | Asistencia: 1500 espectadores | Asistencia: 1500 espectadores |

| 6 de diciembre | Boca Juniors | 0:1 | Racing Club | GEBA, Buenos Aires |  |
|                |              |     | P. Frers 2' |                    |  |

### Final

#### Primer partido
| - | Guardameta     | Alejandro Luraschi |  |
| - | Defensa        | R. Cambón          |  |
| - | Defensa        | Francisco Priano   |  |
| - | Centrocampista | Bernardo Messina   |  |
| - | Centrocampista | José Morroni       |  |
| - | Centrocampista | Franco Chagneaud   |  |
| - | Delantero      | Anempodisto García |  |
| - | Delantero      | Julio Abaca Gómez  |  |
| - | Delantero      | Arturo Chiappe     |  |
| - | Delantero      | Elías Fernández    |  |
| - | Delantero      | Silvio Politano    |  |

| - | Guardameta     | Alfredo Lamour    |  |
| - | Defensa        | José Seminario    |  |
| - | Defensa        | Alberto Mignaburu |  |
| - | Centrocampista | Juan Viazzi       |  |
| - | Centrocampista | Juan Ohaco        |  |
| - | Centrocampista | Emilio Firpo      |  |
| - | Delantero      | Ignacio Oyarzábal |  |
| - | Delantero      | Alberto Ohaco     |  |
| - | Delantero      | M. Alvear         |  |
| - | Delantero      | Pablo Frers       |  |
| - | Delantero      | Germán Winne      |  |

| 31' · 108' | Anempodisto García Elías Fernández | 1:1 2:1 |

| 12' | Pablo Frers | 0:1 |

| Principal | Rodrigo Campbell |

| - | Guardameta     | Alejandro Luraschi |  |
| - | Defensa        | R. Cambón          |  |
| - | Defensa        | Francisco Priano   |  |
| - | Centrocampista | Bernardo Messina   |  |
| - | Centrocampista | José Morroni       |  |
| - | Centrocampista | Franco Chagneaud   |  |
| - | Delantero      | Anempodisto García |  |
| - | Delantero      | Julio Abaca Gómez  |  |
| - | Delantero      | Arturo Chiappe     |  |
| - | Delantero      | Elías Fernández    |  |
| - | Delantero      | Silvio Politano    |  |

| - | Guardameta     | Alfredo Lamour    |  |
| - | Defensa        | José Seminario    |  |
| - | Defensa        | Alberto Mignaburu |  |
| - | Centrocampista | Juan Viazzi       |  |
| - | Centrocampista | Juan Ohaco        |  |
| - | Centrocampista | Emilio Firpo      |  |
| - | Delantero      | Ignacio Oyarzábal |  |
| - | Delantero      | Alberto Ohaco     |  |
| - | Delantero      | M. Alvear         |  |
| - | Delantero      | Pablo Frers       |  |
| - | Delantero      | Germán Winne      |  |

| 31' · 108' | Anempodisto García Elías Fernández | 1:1 2:1 |

| 12' | Pablo Frers | 0:1 |

| Principal | Rodrigo Campbell |

| - | Guardameta     | Alejandro Luraschi |  |
| - | Defensa        | R. Cambón          |  |
| - | Defensa        | Francisco Priano   |  |
| - | Centrocampista | Bernardo Messina   |  |
| - | Centrocampista | José Morroni       |  |
| - | Centrocampista | Franco Chagneaud   |  |
| - | Delantero      | Anempodisto García |  |
| - | Delantero      | Julio Abaca Gómez  |  |
| - | Delantero      | Arturo Chiappe     |  |
| - | Delantero      | Elías Fernández    |  |
| - | Delantero      | Silvio Politano    |  |

| - | Guardameta     | Alfredo Lamour    |  |
| - | Defensa        | José Seminario    |  |
| - | Defensa        | Alberto Mignaburu |  |
| - | Centrocampista | Juan Viazzi       |  |
| - | Centrocampista | Juan Ohaco        |  |
| - | Centrocampista | Emilio Firpo      |  |
| - | Delantero      | Ignacio Oyarzábal |  |
| - | Delantero      | Alberto Ohaco     |  |
| - | Delantero      | M. Alvear         |  |
| - | Delantero      | Pablo Frers       |  |
| - | Delantero      | Germán Winne      |  |

| 31' · 108' | Anempodisto García Elías Fernández | 1:1 2:1 |

| 12' | Pablo Frers | 0:1 |

| Principal | Rodrigo Campbell |

| - | Guardameta     | Alejandro Luraschi |  |
| - | Defensa        | R. Cambón          |  |
| - | Defensa        | Francisco Priano   |  |
| - | Centrocampista | Bernardo Messina   |  |
| - | Centrocampista | José Morroni       |  |
| - | Centrocampista | Franco Chagneaud   |  |
| - | Delantero      | Anempodisto García |  |
| - | Delantero      | Julio Abaca Gómez  |  |
| - | Delantero      | Arturo Chiappe     |  |
| - | Delantero      | Elías Fernández    |  |
| - | Delantero      | Silvio Politano    |  |

| - | Guardameta     | Alfredo Lamour    |  |
| - | Defensa        | José Seminario    |  |
| - | Defensa        | Alberto Mignaburu |  |
| - | Centrocampista | Juan Viazzi       |  |
| - | Centrocampista | Juan Ohaco        |  |
| - | Centrocampista | Emilio Firpo      |  |
| - | Delantero      | Ignacio Oyarzábal |  |
| - | Delantero      | Alberto Ohaco     |  |
| - | Delantero      | M. Alvear         |  |
| - | Delantero      | Pablo Frers       |  |
| - | Delantero      | Germán Winne      |  |

| 31' · 108' | Anempodisto García Elías Fernández | 1:1 2:1 |

| 12' | Pablo Frers | 0:1 |

| Principal | Rodrigo Campbell |

#### Segundo partido
| - | Guardameta     | Alejandro Luraschi |  |
| - | Defensa        | Arturo Chiappe     |  |
| - | Defensa        | Silvio Politano    |  |
| - | Centrocampista | Bernardo Messina   |  |
| - | Centrocampista | José Morroni       |  |
| - | Centrocampista | Franco Chagneaud   |  |
| - | Delantero      | Anempodisto García |  |
| - | Delantero      | Pascual Griffero   |  |
| - | Delantero      | Julio Abaca Gómez  |  |
| - | Delantero      | Elías Fernández    |  |
| - | Delantero      | Francisco Priano   |  |

| - | Guardameta     | Alfredo Lamour    |  |
| - | Defensa        | A. C. Vigil       |  |
| - | Defensa        | Emilio Firpo      |  |
| - | Centrocampista | Alberto Ohaco     |  |
| - | Centrocampista | Juan Ohaco        |  |
| - | Centrocampista | Juan Viazzi       |  |
| - | Delantero      | Germán Winne      |  |
| - | Delantero      | Pablo Frers       |  |
| - | Delantero      | M. Alvear         |  |
| - | Delantero      | Ignacio Oyarzábal |  |
| - | Delantero      | J. Lacrampe       |  |

| 5' · 22' · 23' · 55' · 63' · 72' · 85' | Pascual Griffero Julio Abaca Gómez A. C. Vigil (e/c) Silvio Politano Arturo Chiappe Pascual Griffero Arturo Chiappe | 1:0 2:0 3:0 4:0 5:0 6:0 7:0 |

| Principal | Rodrigo Campbell |

| - | Guardameta     | Alejandro Luraschi |  |
| - | Defensa        | Arturo Chiappe     |  |
| - | Defensa        | Silvio Politano    |  |
| - | Centrocampista | Bernardo Messina   |  |
| - | Centrocampista | José Morroni       |  |
| - | Centrocampista | Franco Chagneaud   |  |
| - | Delantero      | Anempodisto García |  |
| - | Delantero      | Pascual Griffero   |  |
| - | Delantero      | Julio Abaca Gómez  |  |
| - | Delantero      | Elías Fernández    |  |
| - | Delantero      | Francisco Priano   |  |

| - | Guardameta     | Alfredo Lamour    |  |
| - | Defensa        | A. C. Vigil       |  |
| - | Defensa        | Emilio Firpo      |  |
| - | Centrocampista | Alberto Ohaco     |  |
| - | Centrocampista | Juan Ohaco        |  |
| - | Centrocampista | Juan Viazzi       |  |
| - | Delantero      | Germán Winne      |  |
| - | Delantero      | Pablo Frers       |  |
| - | Delantero      | M. Alvear         |  |
| - | Delantero      | Ignacio Oyarzábal |  |
| - | Delantero      | J. Lacrampe       |  |

| 5' · 22' · 23' · 55' · 63' · 72' · 85' | Pascual Griffero Julio Abaca Gómez A. C. Vigil (e/c) Silvio Politano Arturo Chiappe Pascual Griffero Arturo Chiappe | 1:0 2:0 3:0 4:0 5:0 6:0 7:0 |

| Principal | Rodrigo Campbell |

| - | Guardameta     | Alejandro Luraschi |  |
| - | Defensa        | Arturo Chiappe     |  |
| - | Defensa        | Silvio Politano    |  |
| - | Centrocampista | Bernardo Messina   |  |
| - | Centrocampista | José Morroni       |  |
| - | Centrocampista | Franco Chagneaud   |  |
| - | Delantero      | Anempodisto García |  |
| - | Delantero      | Pascual Griffero   |  |
| - | Delantero      | Julio Abaca Gómez  |  |
| - | Delantero      | Elías Fernández    |  |
| - | Delantero      | Francisco Priano   |  |

| - | Guardameta     | Alfredo Lamour    |  |
| - | Defensa        | A. C. Vigil       |  |
| - | Defensa        | Emilio Firpo      |  |
| - | Centrocampista | Alberto Ohaco     |  |
| - | Centrocampista | Juan Ohaco        |  |
| - | Centrocampista | Juan Viazzi       |  |
| - | Delantero      | Germán Winne      |  |
| - | Delantero      | Pablo Frers       |  |
| - | Delantero      | M. Alvear         |  |
| - | Delantero      | Ignacio Oyarzábal |  |
| - | Delantero      | J. Lacrampe       |  |

| 5' · 22' · 23' · 55' · 63' · 72' · 85' | Pascual Griffero Julio Abaca Gómez A. C. Vigil (e/c) Silvio Politano Arturo Chiappe Pascual Griffero Arturo Chiappe | 1:0 2:0 3:0 4:0 5:0 6:0 7:0 |

| Principal | Rodrigo Campbell |

| - | Guardameta     | Alejandro Luraschi |  |
| - | Defensa        | Arturo Chiappe     |  |
| - | Defensa        | Silvio Politano    |  |
| - | Centrocampista | Bernardo Messina   |  |
| - | Centrocampista | José Morroni       |  |
| - | Centrocampista | Franco Chagneaud   |  |
| - | Delantero      | Anempodisto García |  |
| - | Delantero      | Pascual Griffero   |  |
| - | Delantero      | Julio Abaca Gómez  |  |
| - | Delantero      | Elías Fernández    |  |
| - | Delantero      | Francisco Priano   |  |

| - | Guardameta     | Alfredo Lamour    |  |
| - | Defensa        | A. C. Vigil       |  |
| - | Defensa        | Emilio Firpo      |  |
| - | Centrocampista | Alberto Ohaco     |  |
| - | Centrocampista | Juan Ohaco        |  |
| - | Centrocampista | Juan Viazzi       |  |
| - | Delantero      | Germán Winne      |  |
| - | Delantero      | Pablo Frers       |  |
| - | Delantero      | M. Alvear         |  |
| - | Delantero      | Ignacio Oyarzábal |  |
| - | Delantero      | J. Lacrampe       |  |

| 5' · 22' · 23' · 55' · 63' · 72' · 85' | Pascual Griffero Julio Abaca Gómez A. C. Vigil (e/c) Silvio Politano Arturo Chiappe Pascual Griffero Arturo Chiappe | 1:0 2:0 3:0 4:0 5:0 6:0 7:0 |

| Principal | Rodrigo Campbell |

| Campeón River Plate Primer título |